# Serhij Dawydow
Serhij Wiktorowycz Dawydow, ukr. Сергій Вікторович Давидов (ur. 16 grudnia 1984) – ukraiński piłkarz, grający na pozycji napastnika.

## Kariera piłkarska

### Kariera klubowa
Na początku 2003 rozpoczął karierę piłkarską w drugiej drużynie Metalista Charków, dopiero 24 kwietnia 2005 debiutował w podstawowym składzie. W rundzie wiosennej sezonu 2007/2008 został wypożyczony do Wołyni Łuck, a potem do Zakarpattia Użhorod, któremu pomógł awansować w 2009 do Premier-lihi. Latem 2010 powrócił do Metalista, a na początku 2011 podpisał pełnoprawny kontrakt z Zakarpattia Użhorod. Latem 2011 roku został wypożyczony do FK Ołeksandrija. Na początku stycznia 2012 opuścił klub z Oleksandrii. W końcu sierpnia 2012 podpisał kontrakt z Heliosem Charków. 4 października 2014 r. powrócił do Metalista Charków.

## Sukcesy i odznaczenia

### Sukcesy klubowe
- mistrz Pierwszej Lihi Ukrainy: 2009